# Jacob Gade (dokumentarfilm)
Jacob Gade er en dansk portrætfilm fra 1996 instrueret af João Penaguião og efter manuskript af Elsebeth Lohfert.

## Handling
Videobåndet rummer to film. Først Jannik Hastrups tegnefilm: En elegant visuel fortolkning af Jacob Gades »Tango Jalousie« fra 1925, der med lidenskab og patos udtrykker jalousiens drama. En ældre violinist slår tonerne an, og over lærredet danser han selv som ung; mennesker mødes, hjerter i brand, forsmåelse og nederlag, modenhed og ro. Herefter en dokumentarfilm om Gades liv og musik, fra han fødes i Vejle i 1879 ud af en slægt af gademusikanter over ophold hos New York Philharmonic Orchestra til hans arbejde som kapelmester i Paladsteatret i København.